# Deutscher Formel-3-Cup 2012
Der deutsche Formel-3-Cup 2012 (ATS Formel-3-Cup) war die 38. Saison der deutschen Formel 3. Die Saison begann am 5. Mai in Zandvoort und endete am 30. September auf dem Hockenheimring. Insgesamt wurden neun Rennwochenenden ausgetragen.

## Regeländerungen

### Technische Änderungen

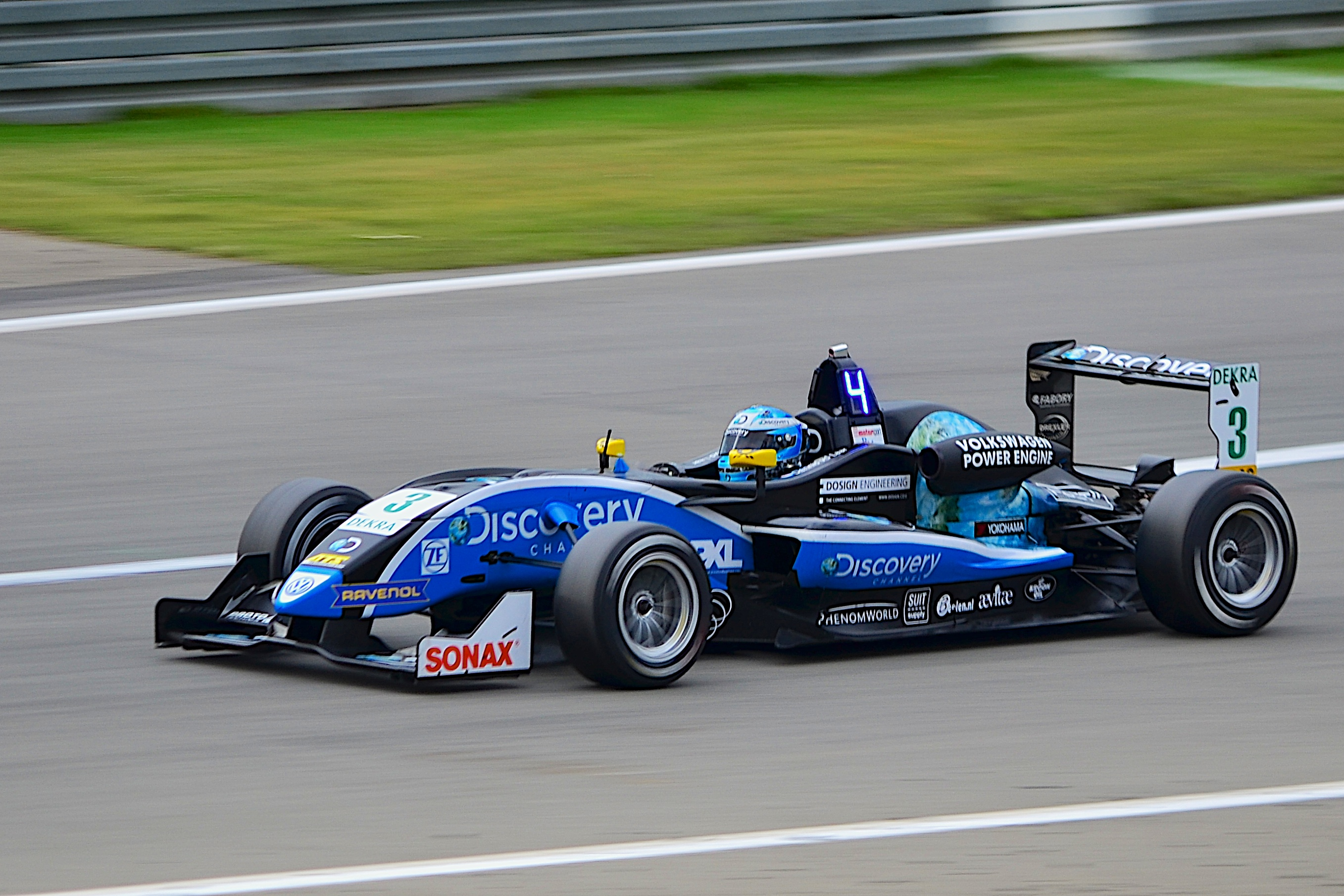
Dennis van de Laar im Dallara F311 und der VW Power Engine mit Push-to-Pass-Funktion auf dem Nürburgring 2012

Ab der Saison 2012 steht den Teams ein Exklusiv-Motor von Volkswagen zur Verfügung. Der Motor hat bei Normalleistung 220 PS. Mit dem Push-to-Pass-Knopf können weitere 20 PS kurzzeitig verfügbar gemacht werden, um Überholmanöver zu erleichtern. Die Push-to-Pass-Funktion kann von jedem Fahrer, dessen Fahrzeug die Funktion leistet, ungefähr zehn Mal pro Rennen genutzt werden. Die Anzahl der noch möglichen Push-to-Pass-Funktionen zeigt eine blaue LED-Anzeige am Überrollbügel des Fahrzeuges. Zudem wurde die Chassis-Generation Dallara F308 zugelassen. Alle Fahrzeuge mit der sogenannten Volkswagen-Power-Engine waren in der Cup-Wertung punktberechtigt. Sämtliche andere Fahrzeuge wurden in der ATS Formel-3-Trophy gewertet.

### Sportliche Änderungen
In der Saison wurden pro Rennwochenende drei Rennen ausgetragen, jeweils zwei am Samstag und eines am Sonntag. Die Startaufstellung für das erste und dritte Rennen wurde durch die schnellste bzw. zweitschnellste Runde im Qualifying ermittelt. Die Startaufstellung zum zweiten Rennen wurde nach dem Reversed-Grid-Modus Modus ermittelt, d. h. die ersten acht Piloten aus dem ersten Rennen starteten in umgekehrter Reihenfolge zum Rennergebnis. Die restlichen Positionen entsprachen der Klassifikation aus dem ersten Lauf.

## Teams und Fahrer
| Team                       | Nr. | Fahrer              | Klasse | Chassis      | Motor         | Rennwochenende |
| -------------------------- | --- | ------------------- | ------ | ------------ | ------------- | -------------- |
| Van Amersfoort Racing      | 01  | René Binder         | C      | Dallara F311 | Volkswagen    | 1–9            |
| Van Amersfoort Racing      | 02  | Lucas Auer          | C      | Dallara F311 | Volkswagen    | 1–9            |
| Van Amersfoort Racing      | 03  | Dennis van de Laar  | C      | Dallara F311 | Volkswagen    | 1–3, 5–9       |
| Van Amersfoort Racing      | 05  | Daniel Abt          | C      | Dallara F311 | Volkswagen    | 4              |
| Performance Racing         | 09  | Luca Stolz          | C      | Dallara F311 | Volkswagen    | 5–9            |
| Performance Racing         | 10  | John Bryant-Meisner | C      | Dallara F311 | Volkswagen    | 1              |
| Performance Racing         | 11  | Yannick Mettler     | C      | Dallara F311 | Volkswagen    | 1–9            |
| Performance Racing         | 25  | Mitchell Gilbert    | C      | Dallara F311 | Volkswagen    | 1–9            |
| Lotus                      | 14  | Jimmy Eriksson      | C      | Dallara F311 | Volkswagen    | 1–9            |
| Lotus                      | 15  | Artjom Markelow     | C      | Dallara F311 | Volkswagen    | 1–9            |
| Lotus                      | 16  | Kimiya Satō         | C      | Dallara F311 | Volkswagen    | 1–9            |
| Lotus                      | 17  | Sheban Siddiqi      | C      | Dallara F311 | Volkswagen    | 1–9            |
| EuroInternational          | 18  | Michela Cerruti     | C      | Dallara F311 | Volkswagen    | 6–9            |
| EuroInternational          | 19  | Tom Blomqvist       | C      | Dallara F311 | Volkswagen    | 2–4, 6, 8      |
| EuroInternational          | 20  | Alon Day            | C      | Dallara F311 | Volkswagen    | 9              |
| ADM Motorsport             | 27  | Alon Day            | C      | Dallara F311 | Volkswagen    | 5–8            |
| Rhino´s Leipert Motorsport | 52  | Luca Iannaccone     | T      | Dallara F304 | Opel          | 1–9            |
| APEX Engineering           | 54  | Jordi Weckx         | T      | Dallara F307 | OPC Challenge | 1–8            |
| Rennsport Rössler          | 58  | Dominik Kocher      | T      | Dallara F307 | OPC Challenge | 1–4, 6–9       |
| HS Engineering             | 63  | Luca Stolz          | T      | Dallara F307 | Volkswagen    | 1–4            |
| ma-con                     | 66  | Andre Rudersdorf    | T      | Dallara F307 | Volkswagen    | 1–4, 6–8       |
| Michael Aberer             | 69  | Michael Aberer      | T      | Dallara F307 | Volkswagen    | 9              |
| Franz Wöss Racing          | 72  | Maximilian Hackl    | T      | Dallara F307 | OPC Challenge | 6              |
| Franz Wöss Racing          | 78  | Sylvain Warnecke    | T      | Dallara F304 | Opel          | 6              |

| Symbol | Klasse |
| ------ | ------ |
| C      | Cup    |
| T      | Trophy |

Anmerkungen
- Der Dallara F311 ist ein Dallara F308 mit speziellem Zusatzkit.

1. ↑  Motopark Academy wird von Lotus Cars unterstützt und tritt unter dem Namen Lotus an.

### Änderungen bei den Fahrern
Die folgende Auflistung enthält alle Fahrer, die am deutschen Formel-3-Cup 2011 teilgenommen haben und in der Saison 2012 nicht für dasselbe Team wie 2011 starteten.
Fahrer, die ihr Team gewechselt haben:
- René Binder: Jo Zeller Racing → Van Amersfoort Racing
- Tom Blomqvist: Performance Racing → EuroInternational
- Alon Day: HS Engineering → Performance Racing
- Yannick Mettler: Bordoli Motorsport → Performance Racing
- Dominik Kocher: Franz Wöss Racing → Rennsport Rössler

Fahrer, die in den deutschen Formel-3-Cup einsteigen bzw. zurückkehren:
- Michael Aberer: Österreichischer Formel-3-Cup (Aberer Motorsport Team) → Michael Aberer
- Daniel Abt: Formel-3-Euroserie (Signature) → Van Amersfoort Racing
- Lucas Auer: JK Racing Asia Series (EuroInternational) → Van Amersfoort Racing
- John Bryant-Meisner: Formel Renault 2.0 Eurocup (Koiranen Bros. Motorsport) → Performance Racing
- Michela Cerruti: Superstars Series (Romeo Ferraris) → EuroInternational
- Jimmy Eriksson: Formel-3-Euroserie (Motopark Academy) → Motopark Academy
- Mitchell Gilbert: Britische Formel Renault (Fortec Motorsport) → Performance Racing
- Dennis van de Laar: Nordeuropäische Formel Renault (Van Amersfoort Racing) → Van Amersfoort Racing
- Artjom Markelow: ADAC Formel Masters (Motopark Academy) → Motopark Academy
- Maximilian Hackl: ? → Franz Wöss Racing
- André Rudersdorf: ADAC Formel Masters (Krafft Walzen) → ma-con
- Kimiya Satō: Formel-3-Euroserie (Motopark Academy) → Motopark Academy
- Sheban Siddiqi: ADAC Formel Masters (Motopark Academy) → Motopark Academy
- Luca Stolz: ADAC Formel Masters (URD Rennsport) → HS Engineering
- Sylvain Warnecke: ? → Franz Wöss Racing

Fahrer, die den deutschen Formel-3-Cup verlassen haben:
- Michail Aljoschin: Stromos ArtLine → Formel Renault 3.5 (RFR)
- Hannes van Asseldonk: Van Amersfoort Racing → Britische Formel-3-Meisterschaft (Fortec Motorsport)
- Klaus Bachler: URD Rennsport → Deutscher Porsche Carrera Cup
- Tom Dillmann: Stromos ArtLine → GP2-Serie (Rapax)
- Nikolai Marzenko: Max Travin Racing Team → Formel Renault 3.5 (BVM Target)
- Markus Pommer: Jo Zeller Racing → FIA-Formel-2-Meisterschaft
- Filip Salaquarda: Brandl Motorsport → FIA-GT1-Weltmeisterschaft (AF Corse)
- Marco Sørensen: Brandl Motorsport → Formel Renault 3.5 (Lotus)
- Richie Stanaway: Van Amersfoort Racing → Formel Renault 3.5 (Lotus)
- Sandro Zeller: Jo Zeller Racing → Formel-3-Euroserie (Jo Zeller Racing)

Fahrer, die noch keinen Vertrag für ein Renncockpit 2012 besitzen:
| - Daniel Aho - Riccardo Brutschin - Bernd Herndlhofer - Dennis Lind | - Francesco Lopez - Jeroen Mul - Stefan Neuburger - Antti Rammo - Iwan Samarin | - Patrick Schranner - Gary Thompson - Maxim Travin |

## Rennkalender
Wie im Vorjahr wurden neun Veranstaltungen ausgetragen. Pro Wochenende wurden je drei Rennen ausgetragen. Bis auf zwei Ausnahmen fanden alle Rennen im Rahmen des ADAC Masters Weekend statt: Das Rennen in Spa wurde im Rahmen der International GT Open ausgetragen. Das Rennen in Assen fand im Rahmen des GAMMA Race Day statt.
Die Veranstaltung in Zolder wurde durch den Nürburgring ersetzt. Außerdem gastierte die Serie in diesem Jahr auch in Zandvoort.
| Nr. | Datum         | Rennstrecke          | Sieger           | Zweiter          | Dritter             |
| --- | ------------- | -------------------- | ---------------- | ---------------- | ------------------- |
| 01. | 05. Mai       | Zandvoort            | Jimmy Eriksson   | Lucas Auer       | Mitchell Gilbert    |
| 02. | 05. Mai       | Zandvoort            | Yannick Mettler  | René Binder      | John Bryant-Meisner |
| 03. | 06. Mai       | Zandvoort            | Kimiya Satō      | Mitchell Gilbert | Dennis van de Laar  |
| 04. | 09. Juni      | Hohenstein-Ernstthal | Kimiya Satō      | Jimmy Eriksson   | Tom Blomqvist       |
| 05. | 09. Juni      | Hohenstein-Ernstthal | René Binder      | Kimiya Satō      | Jimmy Eriksson      |
| 06. | 10. Juni      | Hohenstein-Ernstthal | Kimiya Satō      | Lucas Auer       | Tom Blomqvist       |
| 07. | 7. Juli       | Oschersleben         | Jimmy Eriksson   | Mitchell Gilbert | Tom Blomqvist       |
| 08. | 7. Juli       | Oschersleben         | Kimiya Satō      | Yannick Mettler  | Jimmy Eriksson      |
| 09. | 8. Juli       | Oschersleben         | Jimmy Eriksson   | Lucas Auer       | Artjom Markelow     |
| 10. | 14. Juli      | Spa-Francorchamps    | Jimmy Eriksson   | Tom Blomqvist    | René Binder         |
| 11. | 14. Juli      | Spa-Francorchamps    | Tom Blomqvist    | Jimmy Eriksson   | Daniel Abt          |
| 12. | 15. Juli      | Spa-Francorchamps    | René Binder      | Tom Blomqvist    | Kimiya Satō         |
| 13. | 03. August    | Assen                | Jimmy Eriksson   | René Binder      | Kimiya Satō         |
| 14. | 04. August    | Assen                | Mitchell Gilbert | Luca Stolz       | Alon Day            |
| 15. | 05. August    | Assen                | Jimmy Eriksson   | Lucas Auer       | Kimiya Satō         |
| 16. | 11. August    | Spielberg            | Tom Blomqvist    | Mitchell Gilbert | Alon Day            |
| 17. | 11. August    | Spielberg            | Lucas Auer       | Mitchell Gilbert | Yannick Mettler     |
| 18. | 12. August    | Spielberg            | Tom Blomqvist    | Lucas Auer       | Jimmy Eriksson      |
| 19. | 25. August    | Klettwitz            | Mitchell Gilbert | Jimmy Eriksson   | Luca Stolz          |
| 20. | 25. August    | Klettwitz            | Artjom Markelow  | René Binder      | Jimmy Eriksson      |
| 21. | 26. August    | Klettwitz            | Lucas Auer       | Mitchell Gilbert | Kimiya Satō         |
| 22. | 15. September | Nürburg              | Tom Blomqvist    | Lucas Auer       | Kimiya Satō         |
| 23. | 15. September | Nürburg              | René Binder      | Mitchell Gilbert | Luca Stolz          |
| 24. | 16. September | Nürburg              | Tom Blomqvist    | Lucas Auer       | Jimmy Eriksson      |
| 25. | 29. September | Hockenheim           | Jimmy Eriksson   | Kimiya Satō      | Mitchell Gilbert    |
| 26. | 29. September | Hockenheim           | Artjom Markelow  | Lucas Auer       | Jimmy Eriksson      |
| 27. | 30. September | Hockenheim           | Jimmy Eriksson   | Kimiya Satō      | Lucas Auer          |

## Wertungen

### Punktesystem
Fahrer mit Fahrzeugen der Generation 08 mit der Volkswagen Power Engine waren für die Cup-Wertung punkteberechtigt. Fahrer mit älteren Fahrzeugen oder anderen Motoren wurden in der Trophy-Wertung gewertet. Bonuspunkte für Pole-Position und schnellste Runde wurden nur an Fahrer der Cup-Wertung vergeben.
|              | 1  | 2  | 3  | 4  | 5  | 6 | 7 | 8 | 9 | 10 | PP | SR |
| ------------ | -- | -- | -- | -- | -- | - | - | - | - | -- | -- | -- |
| Rennen 1 & 3 | 25 | 18 | 15 | 12 | 10 | 8 | 6 | 4 | 2 | 1  | 3  | 3  |
| Rennen 2     | 10 | 8  | 6  | 5  | 4  | 3 | 2 | 1 | 0 | 0  | 0  | 3  |

### Fahrerwertung
| Pos.           | Fahrer            | ZAN         | ZAN         | ZAN         | SAC         | SAC         | SAC         | OSC         | OSC         | OSC         | SPA         | SPA         | SPA         | ASS         | ASS         | ASS         | SPI         | SPI         | SPI         | LAU         | LAU         | LAU         | NÜR         | NÜR         | NÜR         | HOC         | HOC         | HOC         | Punkte      |
| Cup-Wertung    | Cup-Wertung       | Cup-Wertung | Cup-Wertung | Cup-Wertung | Cup-Wertung | Cup-Wertung | Cup-Wertung | Cup-Wertung | Cup-Wertung | Cup-Wertung | Cup-Wertung | Cup-Wertung | Cup-Wertung | Cup-Wertung | Cup-Wertung | Cup-Wertung | Cup-Wertung | Cup-Wertung | Cup-Wertung | Cup-Wertung | Cup-Wertung | Cup-Wertung | Cup-Wertung | Cup-Wertung | Cup-Wertung | Cup-Wertung | Cup-Wertung | Cup-Wertung | Cup-Wertung |
| -------------- | ----------------- | ----------- | ----------- | ----------- | ----------- | ----------- | ----------- | ----------- | ----------- | ----------- | ----------- | ----------- | ----------- | ----------- | ----------- | ----------- | ----------- | ----------- | ----------- | ----------- | ----------- | ----------- | ----------- | ----------- | ----------- | ----------- | ----------- | ----------- | ----------- |
| 01             | J. Eriksson       | 1           | 5           | 6           | 2           | 3           | 4           | 1           | 3           | 1           | 1           | 2           | 4           | 1           | 6           | 1           | 11          | 4           | 3           | 2           | 3           | 6           | 4           | DNF         | 3           | 1           | 3           | 1           | 408         |
| 02             | L. Auer           | 2           | DNS         | 4           | 6           | DNF         | 2           | 4           | 9           | 2           | 5           | DNF         | 5           | 9           | 4           | 2           | 5           | 1           | 2           | 4           | 4           | 1           | 2           | 4           | 2           | 8           | 2           | 3           | 298         |
| 03             | K. Satō           | DNF         | 6           | 1           | 1           | 2           | 1           | 5           | 1           | DNF         | 13          | 5           | 3           | 3           | 5           | 3           | 6           | 15          | 5           | 11          | 9           | 3           | 3           | 6           | 11          | 2           | DNF         | 2           | 281         |
| 04             | M. Gilbert        | 3           | 4           | 2           | 7           | 8           | 6           | 2           | DSQ         | 8           | 4           | 7           | 6           | 7           | 1           | 8           | 2           | 2           | 7           | 1           | 6           | 2           | 6           | 2           | 4           | 3           | 4           | 4           | 277         |
| 05             | T. Blomqvist      |             |             |             | 3           | 4           | 3           | 3           | 6           | 10          | 2           | 1           | 2           |             |             |             | 1           | 9           | 1           |             |             |             | 1           | DNF         | 1           |             |             |             | 222         |
| 06             | R. Binder         | 4           | 2           | 13*         | 8           | 1           | 7           | 6           | 4           | 7           | 3           | 6           | 1           | 2           | DNF         | 7           | DNS         | 5           | 9           | 5           | 2           | 7           | 8           | 1           | DNF         | 7           | 5           | 9           | 191         |
| 07             | A. Markelow       | DNF         | 9           | DNF         | 4           | 5           | DSQ         | 8           | 5           | 3           | 8           | 4           | 14*         | 5           | 7           | 6           | 8           | 8           | 10          | 6           | 1           | 8           | 5           | 5           | 6           | 4           | 1           | 6           | 155         |
| 08             | Y. Mettler        | 5           | 1           | DNS         | 5           | 14          | DSQ         | 7           | 2           | 4           | 6           | 8           | 8           | 10          | 8           | 9           | 9           | 3           | 6           | 7           | 5           | 5           | 9           | 14*         | 5           | DNF         | DNF         | 5           | 131         |
| 09             | D. van de Laar    | 10          | 10          | 3           | 9           | 13          | 11          | 9           | 7           | 6           |             |             |             | 4           | 9           | 4           | 17*         | 12          | 4           | 9           | 8           | DNF         | 10          | 8           | 7           | 5           | 6           | 7           | 110         |
| 10             | L. Stolz          |             |             |             |             |             |             |             |             |             |             |             |             | 8           | 2           | 5           | 4           | DNF         | 8           | 3           | 10          | 4           | 7           | 3           | 9           | 12*         | 7           | 8           | 85          |
| 11             | A. Day            |             |             |             |             |             |             |             |             |             |             |             |             | 6           | 3           | DNF         | 3           | 6           | 13          | 10          | 11          | DNF         | 11          | 7           | 8           | 6           | DNF         | DNF         | 48          |
| 12             | S. Siddiqi        | 11          | 11          | 9           | DNF         | 10          | 12          | 11          | 11          | 11          | 14*         | 11          | 10          | 12          | 10          | DNF         | 7           | 13          | 15          | 13          | 15          | 12*         | 15          | 12          | 12          | 9           | 9           | 10          | 30          |
| 13             | J. Bryant‑Meisner | 7           | 3           | 5           | INJ         | INJ         | INJ         | INJ         | INJ         | INJ         | INJ         | INJ         | INJ         | INJ         | INJ         | INJ         | INJ         | INJ         | INJ         | INJ         | INJ         | INJ         | INJ         | INJ         | INJ         | INJ         | INJ         | INJ         | 24          |
| 14             | D. Abt            |             |             |             |             |             |             |             |             |             | 7           | 3           | 7           |             |             |             |             |             |             |             |             |             |             |             |             |             |             |             | 18          |
| 15             | M. Cerruti        |             |             |             |             |             |             |             |             |             |             |             |             |             |             |             | 12          | 16          | 12          | 12          | 12          | 10          | 12          | 10          | 14          | 11          | 10          | 12          | 3           |
| Trophy-Wertung |                   |             |             |             |             |             |             |             |             |             |             |             |             |             |             |             |             |             |             |             |             |             |             |             |             |             |             |             |             |
| 01             | A. Rudersdorf     | 9           | 8           | 8           | 11          | 7           | 9           | 10          | 10          | 13          | 9           | 9           | 9           |             |             |             | 10          | 7           | 11          | 8           | 7           | 9           | 13          | 9           | 10          |             |             |             | 377         |
| 02             | J. Weckx          | 8           | 7           | 7           | DNF         | 9           | 13          | 13          | 13          | 9           | 11          | DNF         | DNS         | 11          | 11          | 10          | 16          | 11          | 16          | 14          | 13          | 14*         | 14          | 11          | 13          |             |             |             | 300         |
| 03             | D. Kocher         | 12          | 12          | 11          | DNF         | 11          | 14          | 14          | 12          | DNF         | 12          | 12          | 11          |             |             |             | 14          | 14          | 17          | 15          | 14          | 11          | 16          | 13          | 15          | 10          | 8           | 11          | 268         |
| 04             | L. Iannaccone     | 13          | 13          | 12          | 12          | 12          | 15          | 15          | DSQ         | 12          | 15          | 13          | 12          | 13          | 12          | 11          | 15          | 18          | 19          | 16          | 16          | 13          | DNS         | DNS         | DNS         | 13          | 12          | 14          | 247         |
| 05             | L. Stolz          | 6           | DNS         | 10          | 10          | 6           | 10          | 12          | 8           | 5           | 10          | 10          | 13*         |             |             |             |             |             |             |             |             |             |             |             |             |             |             |             | 184         |
| 06             | M. Hackl          |             |             |             |             |             |             |             |             |             |             |             |             |             |             |             | 13          | 10          | 14          |             |             |             |             |             |             |             |             |             | 44          |
| 07             | M. Aberer         |             |             |             |             |             |             |             |             |             |             |             |             |             |             |             |             |             |             |             |             |             |             |             |             | 14          | 11          | 13          | 41          |
| 08             | S. Warnecke       |             |             |             |             |             |             |             |             |             |             |             |             |             |             |             | DNF         | 17          | 18          |             |             |             |             |             |             |             |             |             | 14          |
| Pos.           | Fahrer            | ZAN         | ZAN         | ZAN         | SAC         | SAC         | SAC         | OSC         | OSC         | OSC         | SPA         | SPA         | SPA         | ASS         | ASS         | ASS         | SPI         | SPI         | SPI         | LAU         | LAU         | LAU         | NÜR         | NÜR         | NÜR         | HOC         | HOC         | HOC         | Punkte      |

| Farbe                        | Bedeutung                               | Bedeutung |
| ---------------------------- | --------------------------------------- | --- |
| Gold                         | Sieger                                  | Sieger |
| Silber                       | 2. Platz                                | 2. Platz |
| Bronze                       | 3. Platz                                | 3. Platz |
| Grün                         | Platzierung in den Punkten              | Platzierung in den Punkten |
| Blau                         | Klassifiziert außerhalb der Punkteränge | Klassifiziert außerhalb der Punkteränge                                                                                         |
| Violett                      | Rennen nicht beendet (DNF)              | Rennen nicht beendet (DNF) |
| Violett                      | nicht klassifiziert (NC)                | |
| Rot                          | nicht qualifiziert (DNQ)                | nicht qualifiziert (DNQ) |
| Schwarz                      | disqualifiziert (DSQ)                   | disqualifiziert (DSQ) |
| Weiß                         | nicht am Start (DNS)                    | nicht am Start (DNS) |
| Weiß                         | zurückgezogen (WD)                      | |
| Weiß                         | Rennen abgesagt (C)                     | |
| Blanko                       | nicht teilgenommen                      | nicht teilgenommen |
| Blanko                       | verletzt oder krank (INJ)               | |
| Blanko                       | ausgeschlossen (EX)                     | |
| sonstige Formate und Zeichen | P/fett                                  | Pole-Position |
| sonstige Formate und Zeichen | kursiv                                  | Schnellste Rennrunde (in der GP2-Serie/FIA-Formel-2-Meisterschaft ab 2008 für die schnellste Rennrunde der besten zehn Piloten) |
| sonstige Formate und Zeichen | *                                       | nicht im Ziel, aufgrund der zurückgelegten Distanz aber gewertet                                                                |
| sonstige Formate und Zeichen | unterstrichen                           | Führender in der Gesamtwertung                                                                                                  |